# Diprenorphin
Diprenorphin (Revivon, M5050) ist ein Opioid-Antagonist. Es wird eingesetzt, um die Wirkung extrem potenter Opioide, wie Etorphin oder Carfentanyl aufzuheben, die in der Tiermedizin eingesetzt werden, um große Tiere zu betäuben. Diprenorphin ist der stärkste kommerziell verfügbare Opioidantagonist. Es wird benutzt, um Tiere, die mit den genannten Opioiden betäubt worden sind, wieder aufzuwecken. Weil Diprenorphin eine zum Teil auch agonistische Wirkung hat, wird es nicht beim Menschen angewandt, wo Naloxon oder Naltrexon Mittel der Wahl sind. Die Wirkungsstärke als Antagonist wird mit 100-mal der von Nalorphin (N-Allylnormorphin, einem schon seit Langem nicht mehr eingesetzten Opioidantagonisten) angegeben. In Deutschland sind keine Tierarzneimittel auf der Basis von Diprenorphin zugelassen.